# Airport (stacja MTR)
Airport – jedna ze stacji w systemie MTR w Hongkongu, stacja ta znajduje się na trasie linii Airport Express. Stacja obsługuje głównie port lotniczy w Hongkongu i jest zintegrowana z terminalem pasażerskim. Stacja została otwarta w lipcu 1998 roku, w tym samym czasie co lotnisko. Aż do otwarcia 20 grudnia 2005 roku stacji AsiaWorld–Expo, była ona zachodnią stacją końcową linii Airport Express.
Platforma nr 3 została skonstruowana po przeciwnej stronie platformy nr 1, aby umożliwić dostęp do drugiego terminalu lotniska oraz do SkyPlaza. Nowa platforma zaczęła działać 28 lutego 2007 roku, kiedy wprowadzone zostały także dodatkowe stanowiska check-in na terminalu 2. Z powodu całkowitej integracji stacji z lotniskiem nie zostały zainstalowane żadne bramki wejścia i wyjścia, aby ułatwić przemieszczanie się podróżnym. Dlatego pasażerowie mogą wejść od razu do terminalu i przystąpić do procedur odprawowych (jest także możliwość wykonania check-in w mieście). Mimo tego, że na stacji nie ma żadnych bramek wejścia i wyjścia, podróżni muszą zakupić bilety w automatach, ponieważ nie będą mogli oni wyjść przez bramki na innych stacjach tej linii. Ze stacji Airport pociągi kursują w godzinach od około 5:50 do 1:15 w nocy.